# Жигосани у рекету
Жигосани у рекету је српска телевизијска серија коју су створили Драган Бјелогрлић и Марко Савић. Емитована је између 1. новембра 2018. и 13. јануара 2021. на Новој. Радња се одвија у свету кошарке, а прати људе и догађаје који се дешавају ван утакмице.

## Радња
Војислав, некада успешни кошаркаш, застранио је у спортске малверзације. Размишљајући о правцу којим је кренуо његов живот, долази на идеју да поново уложи у клуб у коме је почео пре неколико деценија. Његов пријатељ и бивши саиграч, Крешимир, негде у Загребу труди се да отплати велике дугове. Јелица и Милован су успешни београдски привредници — она власница галерије, он власник новина, и обоје под наизглед великим бременом прошлости. Док она жели да њен син из првог брака, успешни млади кошаркаш, заврши своју каријеру, њен супруг из Америке доводи своју ћерку из првог брака да му помогне око вођења медијске компаније. Кроз серију пролази читава плејада ликова, чије се судбине преплићу на најчудније начине.
Серија се бави судбином двојице кошаркаша који након вансеријске спортске каријере започињу нови живот и покушавају да се остваре у другим пословима. Прича говори о двојици некада нераздвојних пријатеља и саиграча у славном кошаркашком клубу, који је данас на рубу пропасти, који ће њих двојицу спојити у покушају да га подигну из пепела. „Жигосани у рекету” такође је и прича о другој шанси: за пријатељство, за оца и сина, пропалу каријеру, другој шанси за неостварене таленте, другој шанси у потрази за срећом, за генерацију чије су најбоље године обележили ратови.

## Улоге

### Главне
| Лик                        | Глумац               | Сезоне          | Сезоне          |
| Лик                        | Глумац               | 1               | 2               |
| -------------------------- | -------------------- | --------------- | --------------- |
| Војислав Тодоровић         | Небојша Дугалић      | Главни          | Главни          |
| Крешимир Ивановић          | Филип Шоваговић      | Главни          | Главни          |
| Марко Ивановић             | Александар Радојичић | Главни          | Главни          |
| Теодора Тодоровић          | Ива Илинчић          | Главни          | Главни          |
| Ана Марија Зечевић         | Миона Марковић       | Главни          | Главни          |
| Милован Зечевић            | Светозар Цветковић   | Главни          | Главни          |
| Јелица Зечевић             | Дубравка Мијатовић   | Главни          | Главни          |
| Миша Тодоровић             | Марко Николић        | Главни          | Не појављује се |
| Весна Тодоровић            | Милица Зарић         | Главни          | Епизодни        |
| Стеван Проданов            | Ненад Хераковић      | Главни          | Главни          |
| Дара                       | Весна Тривалић       | Главни          | Главни          |
| Живко                      | Слободан Нинковић    | Главни          | Главни          |
| Пеко                       | Славиша Чуровић      | Главни          | Главни          |
| Банана                     | Милан Чучиловић      | Главни          | Главни          |
| Миле                       | Горан Султановић     | Главни          | Епизодни        |
| Горан Бабић                | Јован Јовановић      | Главни          | Главни          |
| Лука Томановић             | Миодраг Драгичевић   | Главни          | Главни          |
| Лео                        | Павле Вркљан         | Главни          | Не појављује се |
| Борис Булатовић            | Вучић Перовић        | Главни          | Главни          |
| Аца Јовановић              | Милорад Капор        | Главни          | Главни          |
| Уна                        | Дајана Чуљак         | Главни          | Не појављује се |
| Тања                       | Луција Шербеџија     | Главни          | Не појављује се |
| Хана                       | Искра Јирсак         | Главни          | Не појављује се |
| Ивана                      | Мина Совтић          | Главни          | Главни          |
| Гага                       | Мина Николић         | Главни          | Главни          |
| Радован                    | Борис Комненић       | Главни          | Главни          |
| Маја                       | Тамара Драгичевић    | Главни          | Не појављује се |
| Жарко                      | Ђорђе Стојковић      | Главни          | Главни          |
| Деки                       | Урош Јовчић          | Главни          | Не појављује се |
| Дамир Драгаш               | Енис Бешлагић        | Епизодни        | Главни          |
| Душан (Летећи Београђанин) | Никола Ђуричко       | Епизодни        | Не појављује се |
| Душан (Летећи Београђанин) | Милутин Милошевић    | Не појављује се | Главни          |
| Сенка Поповић              | Јелена Ђокић         | Не појављује се | Главни          |
| Божидар Кандић             | Бранислав Лечић      | Не појављује се | Главни          |
| Реља Новаковић             | Марко Тодоровић      | Не појављује се | Главни          |
| Цоле                       | Милош Самолов        | Не појављује се | Главни          |
| Ловро Базина               | Драшко Зидар         | Епизодни        | Главни          |
| Градоначелник Милан        | Петар Бенчина        | Епизодни        | Главни          |
| Бојана                     | Христина Поповић     | Не појављује се | Главни          |
| Лола                       | Милица Гојковић      | Не појављује се | Главни          |
| Теша                       | Борис Миливојевић    | Не појављује се | Главни          |
| Љубица                     | Нела Кочиш           | Епизодни        | Главни          |

### Епизодне
| Глумац               | Улога                  |
| -------------------- | ---------------------- |
| Јелисавета Орашанин  | Сандра                 |
| Јована Гавриловић    | Луна                   |
| Сергеј Трифуновић    | Петар Чолак            |
| Војин Ћетковић       | професор Нојман        |
| Богдан Диклић        | инжењер Макса          |
| Срђан Тодоровић      | Долби                  |
| Предраг Ејдус        | адвокат Атанасијевић   |
| Амар Ћоровић         | Андреј Булатовић       |
| Марко Живић          | адвокат Ласло          |
| Лука Перош           | Роберт                 |
| Игор Бенчина         | Гавра                  |
| Дарко Томовић        | Никола                 |
| Мина Ненадовић       | Биљана                 |
| Алексеј Бјелогрлић   | Урош Татић             |
| Ивана Поповић        | Мина                   |
| Јана Милосављевић    | Ирена                  |
| Анастасија Мандић    | Борка                  |
| Зинаида Дедакин      | директорка             |
| Оља Левић            | Јована                 |
| Слободан Ћустић      | Тома Томановић         |
| Даниел Сич           | Небојша Татић          |
| Миливоје Беадер      | Жмирић                 |
| Златко Ожболт        | Домагој                |
| Марко Гверо          | Спонзор                |
| Никола Малбаша       | Јовић                  |
| Ђорђе Живадиновић    | Димитрије              |
| Вујадин Милошевић    | Посилни                |
| Ивана Николић        | Ацина жена             |
| Ђуро Брстина         | Дуле                   |
| Феђа Стојановић      | Управник затвора       |
| Ива Кевра            | Луција                 |
| Танасије Узуновић    | Лидер странке          |
| Петар Новићевић      | Вељко                  |
| Наталија Радош       | Даница                 |
| Александар Кецман    | Страхиња               |
| Александар Ђурица    | Биљанин отац           |
| Игор Первић          | Ратко                  |
| Петар Ћирица         | тренер Савић           |
| Александар Лазић     | Вања                   |
| Игор Гало            | Горанов менаџер        |
| Давор Јуршенко       | рибар                  |
| Ерик Видо            | Марио                  |
| Ален Ливерић         | Матео                  |
| Марко Савић          | председник КС Естоније |
| Николас Исиа         | Кармело Вилијамс       |
| Миљана Гавриловић    | градоначелникова жена  |
| Наташа Балог         | директорка архива      |
| Слободан Тешић       | глумац                 |
| Владимир Максимовић  | Лукин ортак            |
| Дејан Стојаковић     | новинар                |
| Бојан Хлишћ          | новинар                |
| Чарни Ђерић          | инспектор              |
| Ђорђе Николић        | Дуки                   |
| Душан Стојановић     | клијент                |
| Ивана Живковић       | колегиница             |
| Богдан Богдановић    | полицајац на аеродрому |
| Дејана Гајдаш        | Слађана                |
| Немања Петровић      | алас                   |
| Ања Алач             | Тањина адвокатица      |
| Славко Собин         | судија                 |
| Бојан Жировић        | Никола                 |
| Бане Видаковић       | терапеут               |
| Миодраг Фишековић    | Мита                   |
| Александар Стојковић | Мирза                  |
| Ненад Павловић       | Лаза                   |
| Елена Баћанин        | Миона                  |
| Милица Томашевић     | Љиља                   |
| Јована Балашевић     | Емилија Орлић          |
| Белма Салкунић       | Драгица Драгаш         |
| Игор Филиповић       | полицајац              |
| Андреја Маричић      | шеф                    |
| Мирза Тановић        | др Омерагић            |
| Милош Петровић       | Абдула Аки             |
| Иван Јевтовић        | Омар                   |
| Миа Јовановић        | Тамара                 |
| Милица Трифуновић    | Милица                 |
| Татјана Кецман       | судиница Караклајић    |
| Јово Максић          | вештак Вукосављевић    |
| Миодраг Крстовић     | генерал Кундак         |
| Дејан Стојиљковић    | коментатор             |
| Ђорђе Бранковић      | Пикасо                 |
| Петар Зекавица       | Виктор                 |
| Јован Здравковић     | дилер                  |
| Срђан Карановић      | Драган                 |
| Александар Протић    | Јован Милошевић        |
| Горан Бјелогрлић     | Коле                   |
| Слободан Алексић     | лекар                  |
| Рале Миленковић      | Милутин                |
| Тара Тошевски        | Нађа                   |
| Софија Рајовић       | Нина Битурбо           |
| Ренато Грбић         | Ренато                 |
| Урош Здјелар         | Тихомир Росић          |
| Марко Јањић          | Стефан Радаковић       |
| Предраг Смиљковић    | Спасоје                |
| Александра Шкобаљ    | Татићева супруга       |
| Наталија Јовић       | волонтерка             |
| Дарко Ивић           | вођа Баки              |
| Даница Тодоровић     | Цолетова жена          |
| Јадранка Селец       | бака                   |
| Маја Спасић          | хакер Принцип          |
| Никола Станковић     | хакер Грабеж           |
| Злата Нуманагић      | Акијева баба           |
| Мила Бркић Велагић   | организаторка          |
| Теодора Томашев      | новинарка              |

### Специјални гости
- Предраг Даниловић
- Александар Ђорђевић
- Дино Рађа
- Милош Теодосић
- Немања Недовић
- Милојко Пантић
- Миња Милетић
- Џеси Ајзенберг
- Драгољуб Петровић
- Вељко Лалић
- Бранислав Шовљански
- Владимир Кузмановић
- Данило Машојевић

## Епизоде
| Сезона | Сезона | Епизоде | Епизоде | Оригинално емитовање | Оригинално емитовање |
| Сезона | Сезона | Епизоде | Епизоде | Премијера            | Финале               |
| ------ | ------ | ------- | ------- | -------------------- | -------------------- |
|        | 1.     | 44      | 44      | 1. новембар 2018.    | 14. јун 2019.        |
|        | 2.     | 44      | 44      | 14. новембар 2019.   | 13. јануар 2021.     |

## Продукција
Серија је снимана у Београду, Загребу, Атини, Сарајеву и у Русији.
Никола Ђуричко режирао је неколико епизода, што је заправо његов редитељски деби.